# 볼라 (캄파니아주)
볼라(이탈리아어: Volla)는 이탈리아 캄파니아주 나폴리현의 코무네다. 나폴리로부터 북동쪽 30km 거리에 있다.